# Константиновская улица (Киев)
Константи́новская у́лица — улица в Подольском районе города Киева. Пролегает от Контрактовой площади до Заводской улицы. Известна с XIX столетия, вела от Контрактовой площади на Оболонские луга и соединялась с дорогой на Вышгород (см. Кирилловская улица). Названа в честь Дмитриевской церкви и Константина XI Палеолога
Примыкают улицы: Спасская, Хорива, Верхний и Нижний Вал, Ярославскую, Щекавицкая, Щекавицкая площадь, улицы Введенская, Оболонская, Юрковская, Еленовская, продолжаясь Новоконстантиновской, достигает Куренёвки.

## История
Изначально улица называлась Цареконстантиновской, с 1830-х годов — Кирилловская (как один из путей к Кирилловскому монастырю). Современное название официально утверждено в 1869 году, от церкви царя Константина и Елены (находилась на Щекавицкой улице между Константиновской и нынешней Кирилловской улицами; разрущена в 1930-х годах, в сохранившихся зданиях ныне расположены учебное заведение). В 1926 году в связи с 10-летием смерти писателя Шолом-Алейхема получила название улица Шолом-Алейхема (название подтверждено в 1944 году). Нынешнее историческое название улицы восстановлено в 1958 году.
Архитектура Константиновской улицы, как и Подола в целом, свойственно то, что старейшие здания стоят в начале улицы (ближе к Контрактовой площади), а далее на север от Щекавицкой улицы доминирует застройка второй половины ХХ ст. Среди памятников, связанных с улицей: Гостиный двор, фонтан «Самсон», дом Петра I.
По улице с 1891 года проложена линия трамвая — сначала конного, а с 1894 года — электрического, соединяющего Подол с Куренёвкой и Пуще-Водицей.

## Памятники архитектуры и здания, представляющие историческую ценность
- № 1/2 — доходный дом (начало XX столетия);
- № 2/1 — усадьба Балабух (1830-е годы);
- № 6/8 — дом Петра I (между 1696 и 1704 годами);
- № 9 — дворянське повитове училище (1820 год);
- № 11 — дом архитектора А. Меленского (1818 год).

- дома № 4, 5 (бывшая духовная семинария), 7, 12/28, 13, 16, 18, 19, 20, 21/12, 22, 23/15, 24, 25, 26/10 (кинотеатр «Октябрь»; 1930), 27, 31, 32, 35, 37, 53, 54 сооружены в 1-й половине XIX — 1-й половине XX столетия.

Улица вошла в городской фольклор, вариант песни А. Северного «А без Подола Киев невозможен…», написанной по образцу одесской «Мясоедовская улица», завершается строками:

Улица-улица, улица родная,

Константиновская улица моя!
(Леонид Духовный)

## Транспорт
- Станция метро Контрактовая площадь
- Станция метро Тараса Шевченко
- Автобус 72
- Трамваи 11, 12, 16, 19

Протяжённость 2,2 км.

## Телефонная нумерация
417-…